# Ana Ribeiro
Ana Ribeiro   (Montevideo, 22 d'octubre de 1955) és una historiadora, escriptora i professora uruguaiana. Les seves obres estan basades en assajos i novel·les que relaten successos històrics del seu país.

## Biografia
Ana Ribeiro va néixer a Montevideo el 22 d'octubre de 1955. El 1981 obté el títol de Llicenciada en Ciències Històriques, amb especialització en Història Universal, a la Facultat d'Humanitats i Ciències de l'Educació de la Universitat de la República. El 2008, obté el seu Diploma d'Estudis Avançats (DEA) en el doctorat de «Fonaments de la Recerca Històrica» de la Universitat de Salamanca, a Espanya. La seva tesi, sobre la resistència reialista amb eix Asunción-Montevideo durant les guerres de la independència, va ser publicada el 2013 amb el títol Los Muy Fieles. Leales a la corona en el proceso revolucionario rioplatense. Montevideo-Asunción 1810-1820, i va obtenir el Premi Extraordinari de doctorat de la Universitat de Salamanca, millor tesi de l'any.
Ribeiro ha exercit des de 1988 la docència, sobretot en la Universitat Catòlica de l'Uruguai, on imparteix classes fins al dia d'avui. En la mateixa ha dictat els cursos de «Corrents Historiogràfiques», el «Taller d'Historiografia Nacional» (d'on a més va ser directora), «Historiografia segle XX», «Teoria de la Història i Corrents Historiogràfiques I i II» (pertanyents al postgrau de Història), «Modernitat-Postmodernitat», «Principals corrents de pensament en occident», «Teories de la Comunicació IV» i de «Teoria Social III», curs del qual es troba a càrrec des del 2007.
També ha exercit la docència a l'Institut de Professors Artigas des de 1992 fins a 2004, impartint les classes de «Història de la Historiografia» i «Teoria i Metodologia de la Història». Durant 1999 i 2000 va impartir el curs de «Historiografia Nacional», pertanyent al postgrau de Recerca Històrica del Centre Llatinoamericà d'Economia Humana (CLAEH).
El 1999 participa com a jurat al programa de televisió «Martini y Antel pregunten» de Teledoce. Entre el 2000 i el 2001 fa el mateix en el magazine vespertí «Calidoscopio», del Canal 10, amb la seva secció dedicada a la Història.
El 2004, participa com a ponent en el programa periodístic de Teledoce, «Agenda Confidencial», conduït per Néber Araújo.
A més, des de 1979 fins al 2008, va exercir com a professora en diversos centres d'educació secundària i a la Universitat del Treball de l'Uruguai (UTU).
Especialitzada en la història de José Gervasio Artigas, va publicar amb l'editorial El País Los Tiempos de Artigas, en sis volums (1999). Posteriorment va realitzar una exhaustiva investigació en arxius paraguaians sobre la vida d'aquest al Paraguai (des de 1820 fins a la seva mort el 1850). Això la va portar a aprofundir la relació d'Artigas amb el Suprem Dictador José Gaspar Rodríguez de França, qui li va donar asil polític, i a aquest mateix, material que va ser reflectit en la seva obra El Caudillo y el Dictador (Planeta, 2004), i que va originar una estreta relació amb el país mediterrani. El primer dels dos volums de Los Muy Fieles és dedicat als espanyolistes d'Asunción, i el segon als de Montevideo, donat el seu gran coneixement del segle xix dels dos països.

## Actuació política
Arran de les Eleccions internes de l'Uruguai de 2009, Ana Ribeiro va decidir donar-li el seu suport al precandidat del Partit Nacional, Jorge Larrañaga.
En les eleccions parlamentàries de 2014, Ribeiro va ocupar el sisè lloc en la llista de candidats al Senat.
De cara a les eleccions parlamentàries d'octubre de 2019, Ribeiro va ser la tercera candidata titular a la llista al Senat de Jorge Larrañaga. Al desembre del mateix any, Ribeiro accepta secundar a Pablo da Silveira al Ministeri d'Educació i Cultura.

## Premis i honors
- 1990. Primer Premi de l'Acadèmia Nacional de Lletres, en el Concurs sobre «Corrientes de la Historiografía uruguaya contemporánea (1940-1990)».
- 1992. Primer Premi de l'Acadèmia Nacional de Lletres, en el Concurs sobre «Corrientes de la Historiografía uruguaya (1880-1940)».
- 1996. Primer Premi de l'Acadèmia Nacional de Lletres, en el Concurs sobre «Historiadores y cronistas de Montevideo».
- 1998. Primer Premi del concurs d'assaigs organitzat pel diari El País sobre els «Cent anys de la Revolució de 1897».
- 2000. Premi «Dona de l'any» en Literatura.
- 2001. Premi Bartolomé Hidalgo (Categoria Revelació), atorgat per la Cambra Uruguaiana de el Llibre.
- 2003. Premi «Dona de l'any» en Literatura.
- 2004. Premio Bartolomé Hidalgo, atorgat per la Cambra Uruguaiana de el Llibre, en no-ficció per El Caudillo y el Dictador.
- 2004. 2n premi del Ministeri d'Educació i Cultura de l'Uruguai, per l'assaig històric per El Caudillo y el Dictador.
- 2004. Premi Julio Sosa, atorgat per la municipalitat de la ciutat de Canelones.
- 2004. Premi Dragón de San Fernando, atorgat per la municipalitat de la ciutat de Maldonado.
- 2005. Premi Morosoli d'argent (entregat a la trajectòria) en «Investigació històrica», entregat per la Fundació Lolita Rubial «per al seu aport a la cultura, l'art i la ciència».
- 2014. Premi Bartolomé Hidalgo, atorgat per la Cambra Uruguaiana de el Llibre, pel seu assaig històric per Los Muy Fieles. Leales a la corona en el proceso revolucionario rioplatense. Montevideo-Asunción 1810-1820.[7]
- 2014. Premi extraordinari de doctorat de la Universitat de Salamanca (Espanya), per la seva tesi sobre la resistència reialista a l'Asunción i Montevideo durant les guerres de la independència.